# Chrysso foliata
Chrysso foliata är en spindelart som först beskrevs av Ludwig Carl Christian Koch 1878.  Chrysso foliata ingår i släktet Chrysso och familjen klotspindlar. Inga underarter finns listade i Catalogue of Life.